# Flor de Gascunya
La flor de Gascunya (en occità, lo flòc de Gasconha) és una mistela occitana nascuda al Renaixement, concretament a Gascunya, que s'elabora amb most i armanyac jove. N'hi ha de dues varietats, blanc i rosat (que de fet és de color grana).
Els camps de vinyes destinades a aquest producte es troben sobretot a Gers, on es concentren les quatre cinquenes parts del total, i la resta estan a les Lanas i a Òlt.
Per al flòc blanc es fan servir vinyes de colombard, ugni blanc i gros manseng; mentre que per al dit rosat s'usen el cabernet franc, el cabernet sauvignon i el merlot.